# Afrigen
Afrigen Biologics and Vaccines, souvent appelé sous l'intitulé Afrigen, est une société de biotechnologie basée au Cap, en Afrique du Sud, qui a mis au point un vaccin contre le COVID-19, en utilisant le  concept d'ARN messager. La société participe à une diffusion du savoir-faire sur ce concept et cette technologie d’ARN messager vers des pays non-occidentaux. Elle compte aussi utiliser cette même technologie pour mettre au point d’autres vaccins.

## Historique
Afrigen est une société sud-africaine ayant son siège au Cap et fondée en 2014, dirigée depuis 2018 par la scientifique Petro Terblanche,.
En juin 2021, l'Organisation mondiale de la santé (OMS) a sélectionné un consortium, dont cette société Afrigen faisait partie, pour permettre le développement en dehors des pays occidentaux d’un vaccin contre le COVID-19. Afrigen y est parvenue, développant un vaccin ARNm,. Une bataille juridique sur la propriété intellectuelle concernant les procédés n’est pour autant pas exclue, entre Afrigen, et les premières sociétés, occidentales, ayant mis au point de tels vaccins ARNm,. Le vaccin Afrigen est cependant dit de seconde génération, sa formule ne devrait idéalement nécessiter que peu de réfrigération, étant sur ce point plus adapté à un usage sur le continent africain.
Un centre de transfert de la technologie à ARNm a été créé dans les locaux d’Afrigen. L’objectif est que cette technologie puisse être mise à la disposition des entreprises des pays aux revenus plus limités, pour réduire leur dépendance à l’importation de vaccins,. Afrigen compte aussi utiliser cette même technologie pour mettre au point d’autres vaccins, contre des maladies aux impacts significatifs sur la santé publique comme la tuberculose et le sida, ainsi que des vaccins contre des maladies davantage  négligées par les pays occidentaux mais qui touchent le continent africain (Ebola, Zika, fièvre de Lassa et paludisme, par exemple).